# Salvador (mina)

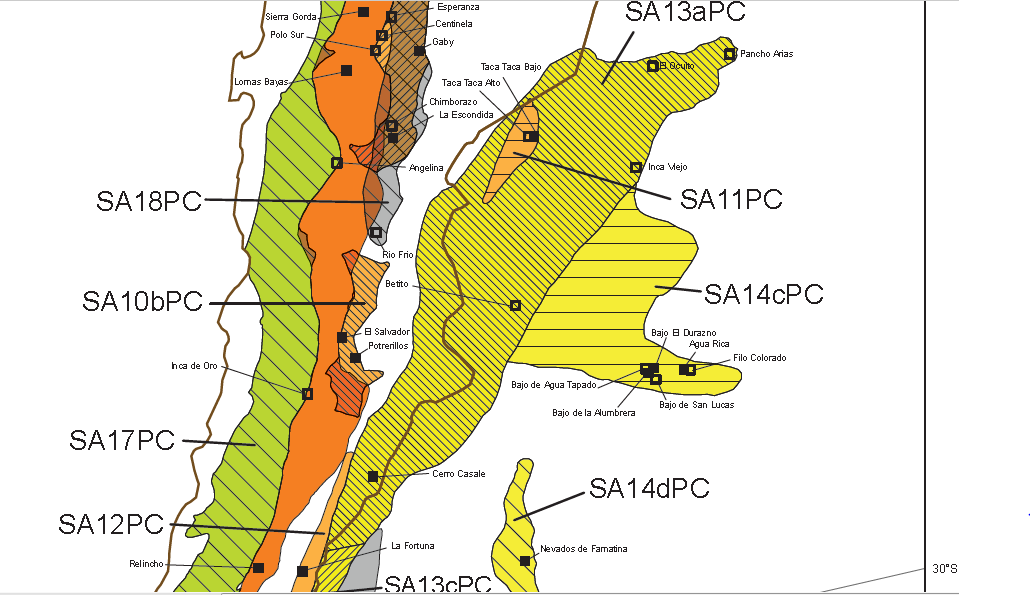
Minas de cobre en Chile

Salvador es una de las siete divisiones mineras de la empresa estatal chilena Codelco, constituida por un conjunto de minas de cobre subterráneas y a cielo abierto. Está ubicada en las cercanías del asentamiento minero El Salvador, en la comuna de Diego de Almagro, Región de Atacama, Chile.

## Antecedentes
Entró en operaciones en 1959.

### Rajo Inca
El Proyecto Rajo Inca consiste en extender la vida útil de la división Salvador en 47 años mediante la implementación del método de explotación a cielo abierto en la faena que se desarrollaba de manera subterránea, además de aumentar la producción anual de cobre fino de 60 a 90 mil toneladas métricas en régimen.
La inversión total del proyecto alcanza los US$ 1383 millones.
El rajo posee reservas minerales sobre las 796 millones de toneladas, con una ley media de cobre de 0,59%.

## Producción
| 1960 | 1961 | 1962 | 1963 | 1964 | 1965 | 1966  | 1967 | 1968 | 1969  | 1970 | 1971 | 1972 | 1973 | 1974 | 1975 | 1976 | 1977 | 1978 | 1979 |
| ---- | ---- | ---- | ---- | ---- | ---- | ----- | ---- | ---- | ----- | ---- | ---- | ---- | ---- | ---- | ---- | ---- | ---- | ---- | ---- |
| 78.8 | 72.6 | 82.4 | 88.2 | 76.7 | 74.1 | 76.8  | 78.0 | 86.2 | 77.1  | 93.0 | 84.9 | 82.9 | 84.0 | 80.0 | 81.3 | 82.7 | 80.7 | 77.5 | 78.1 |
| 1980 | 1981 | 1982 | 1983 | 1984 | 1985 | 1986  | 1987 | 1988 | 1989  | 1990 | 1991 | 1992 | 1993 | 1994 | 1995 | 1996 | 1997 | 1998 | 1999 |
| 74.8 | 76.5 | 89.8 | 87.0 | 96.3 | 95.1 | 102.8 | 97.1 | 86.3 | 129.9 | 95.0 | 91.1 | 85.0 | 84.1 | 82.6 | 85.9 | 89.9 | 88.3 | 88.1 | 91.7 |
| 2000 | 2001 | 2002 | 2003 | 2004 | 2005 | 2006  | 2007 | 2008 | 2009  | 2010 | 2011 | 2012 | 2013 | 2014 | 2015 | 2016 | 2017 | 2018 | 2019 |
| 80.5 | 81.2 | 72.8 | 80.1 | 74.9 | 77.5 | 80.6  | 63.9 | 42.7 | 65.5  | 76.2 | 69.0 | 62.7 | 54.3 | 54.0 | 48.6 | 59.8 | 62.0 | 60.8 | 50.6 |
| 2020 | 2021 |      |      |      |      |       |      |      |       |      |      |      |      |      |      |      |      |      |      |
| 56.3 | 52.9 |      |      |      |      |       |      |      |       |      |      |      |      |      |      |      |      |      |      |